# Ptilocodium repens
Ptilocodium repens är en nässeldjursart som beskrevs av Coward 1909. Ptilocodium repens ingår i släktet Ptilocodium och familjen Ptilocodiidae. Inga underarter finns listade i Catalogue of Life.